# Teuthraustes gervaisii
Espèce
Synonymes
- Heterochactas gervaisii Pocock, 1893

Teuthraustes gervaisii est une espèce de scorpions de la famille des Chactidae.

## Distribution
Cette espèce est endémique de la province d'Azuay en Équateur,. Elle se rencontre vers Cuenca.

## Description
La femelle holotype mesure 52 mm.

## Systématique et taxinomie
Cette espèce a été décrite sous le protonyme Heterochactas gervaisii par Pocock en 1893. Elle est placée dans le genre Teuthraustes par Kraepelin en 1899.

## Étymologie
Cette espèce est nommée en l'honneur de Paul Gervais.

## Publication originale
- Pocock, 1893 : A contribution to the study of neotropical scorpions. Annals and Magazine of Natural History, sér. 6, vol. 12, no 68, p. 77-103 (texte intégral).